# Darkness in a Different Light
Darkness in a Different Light è l'undicesimo album discografico in studio del gruppo musicale progressive metal statunitense Fates Warning, pubblicato nel settembre 2013.

## Tracce
1. One Thousand Fires – 7:21 (Matheos, Alder, Aresti)
2. Firefly – 4:59 (Matheos, Alder)
3. Desire – 4:00 (Matheos, Alder)
4. Falling – 1:34 (Alder, Matheos)
5. I Am – 5:08 (Matheos, Alder, Jarzombek)
6. Lighthouse – 5:25 (Matheos, Alder)
7. Into the Black – 5:09 (Matheos, Alder)
8. Kneel and Obey – 5:05 (Matheos)
9. O Chloroform – 4:13 (Matheos, Alder, Moore)
10. And Yet It Moves – 14:03 (Matheos)

Disco bonus (edizione limitata)
1. Firefly (extended) – 7:20 (Matheos, Alder)
2. Falling Further – 4:43 (Matheos, Alder)
3. One (live) – 4:41 (testo: Alder – musica: Matheos)
4. Life in Still Water (live) – 5:21 (Matheos)

## Curiositá
Il testo della canzone "O Chloroform" è stato scritto da Kevin Moore, originariamente composto per l'album di debutto del duo Arch/Matheos, Sympathetic Resonance.

## Formazione
- Ray Alder - voce
- Jim Matheos - chitarra
- Frank Aresti - chitarra, cori
- Bobby Jarzombek - batteria
- Joey Vera - basso

### Crediti addizionali
- Phil Magnotti – ingegnerizzazione (batteria), mixing
- Kent Smith – ingegnerizzazione, mixing (tracce live)
- Maor Appelbaum – mastering
- Conte di San Pietro – artwork e design